# Ludomani
Ludomani er en sygelig trang til gambling oftest i form af hasardspil eller væddemål. Spilletrangen har ofte en negativ/destruktiv indvirkning på arbejdsliv, familieliv og personlige relationer.

## Kendetegn
Ludomanen søger konstant ny "spænding" (betegnet som et "kick" eller en "rus") i form af nye spil og større indsatser. Hvis ludomanen forsøger at stoppe, vil han/hun ofte opleve rastløshed og irritation. Det er ikke let for andre at identificere en ludoman, da han/hun ofte vil forsøge at dække over sin spilletrang.
En ludoman har typisk faste tankespind. Tre kendte typer er:
- At ludomanen har en overbevisning om, at en specifik strategi eller et spillesystem kan slå oddsene.
- At ludomanen har en ligegyldig fornemmelse ift. konsekvenserne af tab og små sandsynligheder.
- At ludomanen har en forestilling om, at kun spil kan være løsningen på dagligdagens svære oplevelser.

## I Danmark
I 2016 var der estimeret 10.000 ludomaner i Danmark og 125.000 der havde problemer med penge i spil. Ca 88% af disse er mænd.
I Danmark er der fire foreninger du kan få hjælp hos Forskningsklinikken for Ludomani, Center for Ludomani, Ludomaniforeningen og Ludomanilinjen.dk fra Danske Spil. Desuden kan der fås hjælp gennem Anonyme Gamblere, der er en brugerstyret selvhjælpsgruppe.